# San Antonio Eménguaro
San Antonio Eménguaro es una localidad del estado mexicano de Guanajuato. Es parte del municipio de Salvatierra.

## Toponimia
El nombre «San Antonio» hace referencia al santo patrono de la localidad: Antonio de Padua. El nombre «Eménguaro» proviene del purépecha, su significado es «lugar de maíz eterno».

## Demografía
| Gráfica de evolución demográfica |
|                                  |

| Censo | Población |
| ----- | --------- |
| 1900  | 251       |
| 1910  | 231       |
| 1921  | 274       |
| 1930  | 373       |
| 1940  | 128       |
| 1950  | 408       |
| 1960  | 394       |
| 1970  | 635       |
| 1980  | 725       |
| 1990  | 845       |
| 2000  | 971       |
| 2010  | 1 061     |
| 2020  | 1 020     |